# Brabrand-Årslev
Brabrand-Årslev udgør i dag en forstad til Aarhus, men var oprindeligt et landsamfund bestående af adskillige landsbyer.
Indtil kommunalreformen i 1970 udgjorde Brabrand-Årslev en selvstændig sognekommune.
I kommunen fandtes bl.a. følgende bysamfund:
- Brabrand By – stationsby siden 1862.

- Årslev – landsby med kirke

- Gjellerup – landsby, hvis navn genfindes i Gellerup

- True – landsby

- Holmstrup Mark – udflyttet landsby

- Skjoldhøjparken – nyere parcelhusby

I Folkekirken bruges ofte betegnelsen Brabrand-Sønder Årslev for at undgå forveksling med Årslev ved Randers, ligeledes i Århus Stift.
Brabrand-Årslev Lokalhistoriske Samling har til huse på Gellerup Bibliotek og dækker områdets historie. Her kan blandt andet ses indbundne udgaver af Brabrand Borgerblad.
En særdeles flittig lokalhistoriker, August F. Schmidt (1899-1965), boede i det meste af sit voksne liv i Brabrand og har beskrevet de to sognes historie i et værk på seks bind.